# Kanjire
Kanjire é uma prática corporal tradicional do povo indígena Kaingang, classificada como arte marcial ou etno-desporto. Trata-se de um jogo de guerra simbólico, realizado em grupo, que cumpria funções formativas, recreativas e de afirmação identitária. 

## Descrição
O jogo consistia em um embate entre dois grupos, que se enfrentavam arremessando pedaços curtos de madeira (cacetes) uns contra os outros em um campo aberto. As mulheres participavam recolhendo os bastões e auxiliando os feridos, usando escudos feitos de casca de árvore. Os confrontos resultavam em ferimentos como contusões, queimaduras e fraturas, mas não geravam ressentimentos, sendo vistos como forma de diversão e preparação física e simbólica para a guerra.
Aqueles que saíam mais feridos eram considerados mais valentes (turumanin). Desde a infância, os jovens eram iniciados nessas práticas para desenvolver sua força e coragem, em consonância com a noção de tare, ligada à identidade corporal e social Kaingang.

## Registros históricos
A prática do Kanjire foi registrada desde o século XIX por cronistas como Franz Keller (1867), Telêmaco Borba (1908), Curt Nimuendaju, e o etnógrafo Horta Barbosa (1947). As descrições indicam que o jogo funcionava como uma simulação ritualizada da guerra, com regras internas, papéis definidos e reconhecimento social aos participantes mais destacados.
Na versão noturna do jogo, chamada Pinjire, os bastões eram acesos em uma das extremidades, provocando queimaduras durante os confrontos. A prática, embora perigosa, era considerada quase infantil pelos próprios Kaingang.

## Supressão e silenciamento
Com o avanço do processo de colonização e da imposição dos valores ocidentais, o Kanjire foi gradativamente proibido e silenciado, processo que ocorreu, também, com outras práticas corporais Kaingang, como o RáRá. Considerado bárbaro por autoridades e missionários, passou a ser reprimido. Relatos apontam que o sentimento de vergonha associado a essa prática contribuiu para seu desaparecimento da memória coletiva Kaingang.

## Reinterpretação cultural
Segundo o antropólogo José Ronaldo Fassheber, embora o Kanjire imitasse a guerra, tratava-se de uma prática com regras próprias. A crítica à visão eurocêntrica da violência indígena aponta para a importância de entender o Kanjire dentro de seu contexto cultural.
No século XX, práticas como o futebol passaram a cumprir papel semelhante na constituição da identidade corporal Kaingang, sendo incorporadas como formas contemporâneas de etno-desporto e mimesis cultural.